# Кезлинг, Георгий Борисович
Георгий Борисович Кезлинг (23 мая 1925 — 18 июня 2018) — организатор советского и российского судостроения, кандидат технических наук (1968), профессор (1997), директор ГУП Центр «Меркурий».

## Биография
Родился 23 мая 1925 года.
Участник Великой Отечественной войны.
В 1951 году окончил Высшее мореходное училище им. С. О. Макарова.
Работал на Канонерском судостроительном заводе: от мастера цеха до главного строителя кораблей.
С 1959 года работал в ЦНИИ технологии судостроения.
С 1973 года — генеральный директор НПО «Ленэлектронмаш», с 1993 — директор ГУП Центр «Меркурий».
Автор более 120 научных работ и курса лекций по «Основам управления с использованием новых информационных технологий».

## Награды
- Награждён орденами Красного Знамени, Трудового Красного Знамени, Отечественной войны I и II степеней, Красной Звезды, Дружбы народов.

## Память
- 28 мая 2010 года в торжественной обстановке прошло поздравление с 85-летием легендарного директора НПО «Ленэлектронмаш» Кезлинга Георгия Борисовича, стоявшего у истоков создания Академии ЛИМТУ[3].